# 加藤普章
加藤 普章（かとう ひろあき、1955年 - ）は、日本の政治学者。専門は、比較政治学、北アメリカ政治。大東文化大学法学部教授、カールトン大学博士。

## 人物・経歴
岐阜県生まれ。1980年慶應義塾大学法学部政治学科卒業。カナダ・カールトン大学で博士号（Ph.D）取得。
1987年大阪経済大学専任講師を経て、1990年大東文化大学法学部専任講師、1992年同助教授、1995年同教授。

## 著書

### 単著
- 『多元国家カナダの実験――連邦主義・先住民・憲法改正』（未來社, 1990年）
- 『カナダ連邦政治――多様性と統一への模索』（東京大学出版会, 2002年）

### 共著
- （阿部齊・久保文明）『北アメリカ――アメリカ カナダ』（自由国民社, 1999年）

### 編著
- 『入門現代地域研究――国際社会をどう読み取るか』（昭和堂, 1992年）
- 『エリア・スタディ入門――地域研究の学び方』（昭和堂, 2000年）

### 共編著
- （土岐寛）『比較行政制度論』（法律文化社, 2000年／第2版, 2006年）
- （吉川元）『マイノリティの国際政治学』（有信堂高文社, 2000年）
- （吉川元）『国際政治の行方――グローバル化とウェストファリア体制の変容』（ナカニシヤ出版, 2004年）
- （畠山圭一）『世界政治叢書（1）アメリカ・カナダ』（ミネルヴァ書房, 2008年）

### 訳書
- P・E・トルドー『連邦主義の思想と構造――トルドーとカナダの民主主義』（御茶の水書房, 1991年）